# 博格达尔镇
博格达尔镇，是中华人民共和国新疆维吾尔自治区博尔塔拉蒙古自治州温泉县下辖的一个乡镇级行政单位。

## 行政区划
博格达尔镇下辖以下地区：
三峡路社区、幸福社区、博格达尔路社区和团结社区。